# Gagra (distrikt)
Gagra (georgiska: გაგრის მუნიციპალიტეტი, Gagris munitsipaliteti) är ett distrikt i Georgien. Det ligger i den autonoma republiken Abchazien, i den nordvästra delen av landet, 400 km väster om huvudstaden Tbilisi.